# Fiat Zero
Fiat Zero (также известный под названием Fiat 12/15 HP) — небольшой легковой автомобиль, выпускавшийся компанией «Fiat» с 1912 по 1915 год.
В начале производства продавался по цене 8000 лир, позже цена была снижена до 6900 лир (23 250 евро в ценах 2003 года).
Автомобиль оснащался двигателем, объемом 1,9 л, мощностью 18 л. с. Двигатель потреблял в среднем 1 литр бензина на каждые 5,1 км пути, максимальная скорость составляла 71 км/ч.
Это был первый Фиат, который был продан в количестве более 2000 экземпляров в однотипном кузове, однако в 1915 году завод стал выполнять военные заказы и производство автомобилей прекратилось.